# Temnocthispa truncata
Temnocthispa truncata es una especie de insecto coleóptero de la familia Chrysomelidae.
Fue descrita científicamente en 1801 por Fabricius.